# شکست‌ناپذیر (فیلم ۲۰۰۶)
شکست‌ناپذیر (به انگلیسی: Invincible) فیلمی محصول سال ۲۰۰۶ و به کارگردانی اریکسون کور است. در این فیلم بازیگرانی همچون مارک والبرگ، گرگ کینر، الیزابت بنکس، کوین کانوی، مایکل ریسپولی، کرک اسودو، مایکل کلی، مایکل مولهرن، مایکل نوری، لولا گلودینی، استینک فیشر، پیج تورکو، رندی کوچار ایفای نقش کرده‌اند.